# Vi på jorden leva här
Vi på jorden leva här (Mitten wir im Leben sind) är en psalm av Martin Luther från 1524, där första versen anges ha ursprung i den latinska växelsången Media vita in morte sumus från 1200-talet. Texten översattes till svenska av Olaus Petri 1529 eller Laurentius Petri Nericius, hans bror. Psalmen var en begravningspsalm, som prästen kunde använda för avlidna som på något vis felat i livet men ändå ansågs vara berättigade till en "Christelig begrafning" .  Texten bearbetades av Johan Olof Wallin 1819 och flyttades då från kategorin begravningspsalmer till en psalm att sjungas på botdagen. 
Psalmen inleds 1695 med orden:
Wij som lefwe i werlden här
Äre dödsens fångar
Hwem få wij som hielpen är
Then wij efterlånge
Melodin är enligt 1921 års koralbok med 1819 års psalmer av medeltida ursprung hämtad från Geystlische gesank Buchleyn från 1524 och då omarbetad av Martin Luther och Johann Walter.

## Publicerad i
- Swenske Songer eller wisor 1536 med titeln Wij som liffue på werlden här.[2]
- 1572 års psalmbok med titeln WI som leffue på werlden här under rubriken "Media vita".[3]
- Göteborgspsalmboken 1650 under rubriken "Om Döden och Domen".[4]
- 1695 års psalmbok som nr 398 med titelraden "Wij som lefwe i werlden här", under rubriken "Begrafnings-Psalmer".
- 1819 års psalmbok som nr 26 med ny titelrad, under rubriken "Guds enhet och treenighet".
- 1937 års psalmbok som nr 153 under rubriken "Botdagen".
- Luthersk psalmbok som nr 810 "Mitt i livet äro vi fångna under döden"